# Вайшно-деві
Вайшно Деві Мандір (Вайшно-деві) — печерний храм, розташований за 60 км від Джамму — зимової столиці союзної території Джамму та Кашмір (Індія) і за 12 км від містечка Катри.
Один зі священних індуїстських храмів, присвячених Шакті, божественному жіночому началу. Печера розташована в пагорбі Вайшно Деві, на висоті 1700 м. Її глибина — 30 м, а висота — 1,5 м.
У печері можна побачити три божества: Маха Калі, Маха Лакшмі та Маха Сарасваті. Це три прояви Богині Матері.
Один з найвідвідуваніших паломницьких центрів Індії. Щороку храм відвідують мільйони вірян. Під час святкування Наваратрі до храму приходять десятки тисяч паломників з усієї Індії. Кількість паломників, які відвідують храм, щороку збільшується: від 1,4 млн 1986 року до 8,2 млн 2009 року.

## Дорога до храму
До храму ведуть гірські стежки з містечка Катра, де перед подорожжю треба зареєструватись (платно). Довжина стежки 13,5 км. Для зручної подорожі є рикші та вертоліт.
Катра є турбазою з готелями, ресторанами, пунктами швидкого харчування.
Печера відкрита для відвідування протягом року, але взимку до неї складно дістатися через снігові замети.